# 神奇傳說 時空道標

该作的对话画面中人物头像占颇大比例

该作战斗画面为斜45度视角

《神奇傳說 時空道標》（日语：ファーランドサーガ 時の道標）是一套戰略角色扮演游戏，由日本TGL公司開發，於1997年5月30日首度推出日語版。1997年8月，由台灣帝技爺如在台湾推出繁体中文版，智冠科技總經銷。1998年11月12日，由成都众心电子技术开发有限公司代理的简体中文版在中国大陆发行。1998年12月17日和1999年4月28日，TGL又发行了该游戏的SS平台和PS平台版本，新的版本增加了人物语音。

## 概要
该作是一款战斗画面全灭型的回合制戰略角色扮演游戏，在达成一个战斗画面的获胜要求后能够进入下一段剧情，从而又触发下一次战斗画面。由于参加战斗的主角成员除了艾鲁以外全都为女性，因此带有强烈的美少女游戏性质。

## 剧情
故事的背景设定在前作《神奇傳說》八年之後，战乱所留下来的创伤渐渐的平息，而彦都梨希浮岛与大陆的往来也变得很盛行。一位名為卡羚的少女在八年前丧失了双亲之后一直与祖父生活在一起，而这唯一的亲人也在前几天去世了。卡羚一个人乘船从彦都梨希前住一個名為奧德蘭克達的交易都市，開始展開其冒險旅程。

## 人物

### 主要角色
卡羚 声優：橘光
遊戲中的女主角，职业是魔法师。在《神奇传说》登场时仅有8岁，在本作中为16岁。擅長火焰魔法，技术高超一流，但是在初期由于隔了一段漫长的时间，技能有些生疏。平时是个有朝气活力的女生，喜歡購物。幼小时期雙親為保護卡羚免於敵人的追殺，讓她躲進地下室避險，卡羚待在地下室的期間全程聽見雙親被殺的經過，從此得了黑暗恐惧症，害怕又黑又窄的地方。
艾魯 声優：保志總一朗
遊戲中唯一出戰的男性角色，擅長劍術。在奥德兰克达城镇的港口和卡羚邂逅。只知道自己流浪于世界各地，對自己的身世全無記憶。
真實身分為艾魯維斯，是時空守護者，存在的目的是為了去除對時間有所威脅的人。因被卡羚一群人在一次時空轉移期間打倒，因而變成毫無記憶的艾魯。本身十分維護時空，因此痛恨闖入時間與空間之裂縫的眾人。
遊戲中後期眾人發現艾魯的真實身分，擊敗艾魯維斯喚醒艾魯後，眾人合作再一次擊敗艾魯維斯。由於艾魯維斯被眾人殲滅消失，時空不再有管理者，眾人無法再度返回時空殿堂，艾魯也變成純粹的人類，在返回奧德蘭克達後，艾魯繼續和卡羚搭檔，從事冒險者的工作。
愛麗絲 声優：菊池志穗
奧德蘭克達首富馬克多卡路的獨女，蘭迪秋的兒時玩伴。母親生前是醫護人員。母親過身後，由父親獨自撫養成人。因不喜歡父親的過度保護，便離家出走，跟隨卡羚等人去冒險。虽然没有什么处世经验，但是擅長治療魔法。
由於父親的財產在先前的海上作戰中幾乎耗盡一空，因此在返回奧德蘭克達後，愛麗絲為了協助家計而開始從事餐廳女侍的工作。
莎蘿 声優：浅川悠
来自南國，是个擁有古銅色皮膚的异国风味的少女。出生于咒术士之家，虽然懂得一點魔法，但平時喜歡以牶腳來攻擊敵人。在向艾魯提出挑战與艾魯比武失敗後，便死纏著艾魯。
实际上父親是為艾魯維斯所殺，原因是因為父親知道太多時間與空間的裂縫相關秘密。因為和眾人干涉過去時空，間接造成武器店老闆掉光頭髮。在返回奧德蘭克達後，莎蘿遵守最終戰前的諾言，開始在武器店擔任老闆的助手。
蘭迪秋 声優：天野由梨
翼人族的吟游诗人，却因受詛咒而無法唱歌，擅使長槍和風系魔法。是愛麗絲的兒時玩伴，在奥德兰克达城镇的教堂里打工。眼镜是她迷人的地方，平时是位乐天派的少女。經歷愛麗絲遭遇危險的事件後，蘭迪秋為了解救愛麗絲，破除詛咒恢復歌唱能力，以此契機加入一行人的冒險隊伍。
在返回奧德蘭克達後，蘭迪秋在繼續擔任修女的同時，也兼任教堂唱詩班的指導者。
蘇菲雅 声優：神宮司彌生
精靈族人，职业是盗贼，擅使短刀與水系魔法，育有女兒露露并一起旅行。在回到奥德兰克达时遇见了卡羚，并且成为了朋友。从来不对露露提起她父亲是人类的事情。其真實身分是T.T.的戀人，因為懷著露露的時候，偶然聽見T.T.和其他女子的告白，誤認T.T.移情別戀而傷心離去。但遊戲後期揭漏，實際上是蘇菲雅在和眾人回到八年前的黑暗城奧德蘭克達期間，與當時的T.T.相遇，T.T.向她表白時被八年前的蘇菲雅聽見，八年前懷孕的她誤以為T.T.與別的女子偷情而離開T.T.。
最終戰前蘇菲雅和T.T.冰釋誤會復合，在返回奧德蘭克達後兩人結為連理，並育有多名子女。
露露 声優：河本明子
本名艾露雷因，蘇菲雅的女兒，是个精灵族和人类混血精灵魔法师。因为遺傳自父親對地屬法術的天賦，擅長驅動地屬魔法。和蘇菲雅一起成为卡羚的好友。其實是蘇菲雅與T.T.的女兒。
最終戰前露露和生父T.T.相認，在返回奧德蘭克達後與父母團聚，數年後成為了多名弟妹們的姊姊。

### 其他人物
T.T.　声優：森川智之
和卡羚一样是《神奇傳說》中就有登场的人物。在本作中虽然以NPC的角色呈現，但仍然担任非常重要的角色。和从前一样，仍然是個好色又很具有喜感的人物。身分是奧德蘭克達冒險者公會會長，同时是蘇菲雅的前任戀人和露露的父亲。過去因為蘇菲雅穿越時空期間，陰錯陽差讓原本時間點（8年前）的蘇菲雅誤認他移情別戀而傷心離去。與蘇菲雅重逢後關係一度緊張，但後來在戰前與蘇菲雅重修舊好，正式和露露相認。
艾魯維斯被眾人殲滅消失後，T.T.和蘇菲雅正式結為夫妻，與妻女展開新生活。
凱桐 声優：德丸完
奧德蘭克達公會任務的解說員，给主角们提供各种工作。是个頗現實的人，說話有點毒舌。
馬克多卡路 声優：山野井仁
奧德蘭克達的第一大富翁。是愛麗絲的父親，非常溺爱女儿。
索爾 声優：千葉一伸
是个謎樣的重要人物。出现在奧德蘭克達时听说是抱着一位少女（白蓓）的尸体，从此一直留在奧德蘭克達，每過一段時間便會去公墓為心愛的人上花。
真實身分為天使，故事後期曾一度遭到艾魯維斯吸收，兩者合一成為六翼天使索爾維斯。索爾維斯被擊敗後，索爾的靈魂現身感謝卡鈴等人，向艾魯道別後返回天界。
白蓓
索爾回憶裡登場的少女，原本是某戶人家的千金，為了追隨索爾冒險而離家，後來在一場戰鬥中不幸喪命，被安葬在奧德蘭克達。

## 游戏开发
该作同《神奇传说》系列的其他大部分作品一样，由著名的原画设计师山本和枝担任人物设计。游戏采用45度角立体走向，类似Windows的下拉式选单设计，简易的操作界面。战斗系统的特性包括地形效果、单位方向、高度效果、突进攻击等；敌方单位AI也分为突击型、慎重型、伏击型、逃跑型等。
相对前作而言，本作的剧情简单而直接，类似“外传”的性质，只有在接近结局时的剧情较为扣人心弦。与此相对的，该作在游戏要素、画面和音效等方面则有大幅的提升。

## 背景音樂
1. 新天地
2. 交易都市[奥德兰克达]
3. 小孩做梦的时间
4. Oh My God!
5. 在做什么呢?
6. 重逢
7. 轻松的工作
8. What's PAPA!?
9. 苦笑
10.城市冒险
11.治疗之歌
12.无人矿山
13.地底的统治者
14.搭矿车GO!
15.暴风雨 Part2
16.在黑暗中
17.过去、迷失
18.黑暗城[奥德兰克达]
19.喜剧的结果
20.奔向天空
21.结束裁判之人
22.唯一的事实
23.彷徨的结果
24.时空视察者
25.邂逅
《神奇傳說２時空道標》樂曲神奇傳說 時空道標多來自於瑞典國寶級結他手殷維·馬姆斯汀 (Yngwie Malmsteen，英格威•約翰•瑪姆斯汀)之概念。當中於〈奔向天空〉之開段音樂編曲相當近似1988年專輯《Odyssey》之＂Rising Force＂。